# Macchi M.40
Il Macchi M.40 era un idrovolante da ricognizione marittima imbarcato catapultabile a galleggiante centrale realizzato dall'azienda italiana Aeronautica Macchi nei tardi anni venti del XX secolo e rimasto allo stadio di prototipo.
Proposto alla Regia Marina, la marina militare del Regno d'Italia, e valutato con i concorrenti CANT 25 e Piaggio P.6, che gli vennero preferiti, non riscosse l'interesse sperato ed il suo sviluppo venne interrotto.

## Storia del progetto
Fin dai primi anni venti la Regia Marina valutò l'opportunità di dotare alcune delle sue unità navali di velivoli di supporto. Per ovviare alle difficoltà di utilizzo in presenza di mare grosso, vennero installate delle strutture di lancio, vere e proprie catapulte, sulle quali veniva opportunamente fissato il velivolo che veniva portato ad una velocità sufficiente per consentirne il decollo. Dopo aver adottato idrovolanti progettati per l'uso civile, come i Macchi M.18, fu ritenuto necessario equipaggiarsi con modelli dalle caratteristiche più idonee. Con l'istituzione, nel marzo 1923, della Regia Aeronautica ed aver conferito competenza dell'intera aviazione al Ministero dell'aeronautica, quest'ultimo emise una specifica per ottemperare alla richiesta della marina per un nuovo modello adatto allo scopo.
Al concorso parteciparono la Cantiere Navale Triestino (CANT), la S.A. Piaggio & C. e la Macchi che presentarono dei modelli dalla diversa impostazione tecnica, sia a galleggiante centrale che a scafo centrale.

## Sviluppo
La Macchi sviluppò un monomotore di costruzione interamente metallica caratterizzato dalla configurazione a galleggiante centrale, con  fusoliera a due abitacoli separati, l'anteriore per il pilota ed il posteriore per l'osservatore, e velatura biplana che integrava sotto l'ala inferiore i due galleggianti equilibratori. Come da specifica il prototipo venne equipaggiato con un motore Fiat A.20, un 12 cilindri a V di 60° raffreddato ad acqua capace di erogare una potenza pari a 380 hp (283 kW) montato all'apice anteriore della fusoliera, in configurazione traente, ed armato con due mitragliatrici calibro 7,7 mm, una fissa in caccia a disposizione del pilota e la seconda montata su supporto brandeggiabile nell'abitacolo posteriore.
Portato in volo per la prima volta nel corso del 1928 venne valutato con i concorrenti CANT 25 e Piaggio P.6 dalla commissione esaminatrice risultandone però inferiore come prestazioni generali. Di conseguenza il modello non venne accettato e la Macchi decise di abbandonarne lo sviluppo.

## Utilizzatori
Italia
- Regia Aeronautica per conto della Regia Marina (previsto)

### Pubblicazioni
- Macchi M.40 e Piaggio P.6, in Aerofan, Anno 20, nº 81, Milano, Giorgio Apostolo Editore, aprile -Giugno 2002.